# 효감천
효감천(孝感泉)은 대한민국 전북특별자치도 고창군 신림면 외화리에 있는 조선시대의 샘이다. 1980년 3월 8일 전라북도의 기념물 제43호로 지정되었다.

## 개요
이 샘은 조선 성종 4년(1473) 효행이 지극했던 오준(1444~1494)공의 지성에 하늘이 감동하여 생긴 것이라 전한다.
그는 효성이 지극하여 모친이 병으로 위독하자 손가락을 베어서 입에 주혈하여 연명하게 하고, 종기로 신음하자 입으로 빨아 내어 낫게 하였으며 상을 당하자 취령산 아래에 장사 지내고 여막을 지어, 시묘살이를 하는데 효성에 감동하여 저녘마다 호랑이가 사슴을 물어와 제전을 도왔고, 근처에 샘이 없어 들을 건너 수산에서 물을 길러와 제수로 사용하던 어느날 이를 안타깝게 생각한 하늘이 갑자기 천둥과 벼락이 치더니 여막 아래에 샘을 이루고 물이 솟았다고 한다.
그 물이 맑고 깨끗하여 길러 사용중 고을 원이 와 보고서 샘가에 돌을 쌓고 비를 세워주었으며 후세 사람들이 감천이라 불렀다. 영조 24년(1748년)에 창효사를 건립 후손들이 춘추로 제사를 지내 오고 있다.

## 참고 자료
- 효감천 - 국가유산청 국가유산포털